# Villa de Pline le Jeune in Tuscis
Villa de Pline le Jeune in Tuscis est un site archéologique situé dans  la localité Colle Plinio dans la commune de San Giustino à environ 10 km au nord di Città di Castello, l'ancienne Tifernum Tiberinum. Ce site serait la villa in Tuscis  que Pline le Jeune possédait en Ombrie, villa souvent mentionnée dans les lettres qu'il adressait à ses relations et dont il avait héritée de son oncle Pline l'Ancien.

## Histoire
Pline possédait diverses villas pratiquement toutes disparues et leurs lieux de construction sont difficiles à déterminer, l'une serait à situer en Ombrie dans la localité Colle Plinio dans la commune de San Giustino.
À l'époque romaine une villa est un domaine rural formé par un bâtiment résidentiel principal et une série de bâtiments secondaires constituant le centre administratif d'une exploitation agricole. Par la suite elle perd ses fonctions et devient un lieu résidentiel.
Pendant l'Empire romain, la villa in Tuscis était à l'origine probablement au centre d'une exploitation agricole puis est devenue une villa urbaine (villa urbana), lieu de villégiature de Pline le Jeune.
Après la mort de Pline le Jeune, son patrimoine devient propriété impériale et la fréquentation du site Colle Plinio continue jusqu'à la fin du Ve siècle, comme en témoignent les céramiques et monnaies trouvées lors des fouilles archéologiques.

## Site archéologique
Au début XXe siècle Giovanni Magherini Graziani a identifié au cours de travaux agricoles les restes de colonnes, marbre et mosaïque dans la zone du « Campo di Santa Fiora » qui est le nom de la zone archéologique, faisant de fait le rapprochement avec les traditions locales qui situent à cet endroit la villa de Pline le Jeune.
Cette hypothèse repose sur la description de l'endroit dans les correspondances de Pline et par la présence de tuiles imprimées aux initiales de son nom complet : 
Caius Plinius Caecilus Secundus.
Malgré les arguments avancés et la tradition locale persistante, qui depuis très longtemps nomme ces terres « Colle Plinio » en mémoire de l'ancienne villa de Pline, aucune fouille archéologique régulière n'avait été entreprise.
Ce n'est qu'à partir des années 1970 lors d'une tentative de bonifier le champ de Santa Fiora que les ruines ont révélé l'extension du site archéologique, provoquant l'intervention de la surintendance archéologique de l'Ombrie.
À partir de 1986, une collaboration scientifique italo-espagnole entre l'Université de Pérouse et d'Alicante a permis d'effectuer 18 campagnes de fouilles, la dernière s'étant achevée en août 2003.
Les pièces archéologiques sont conservées au musée qui lui est consacré : Museo archeologico della Villa di Plinio Il Giovane.

## Images

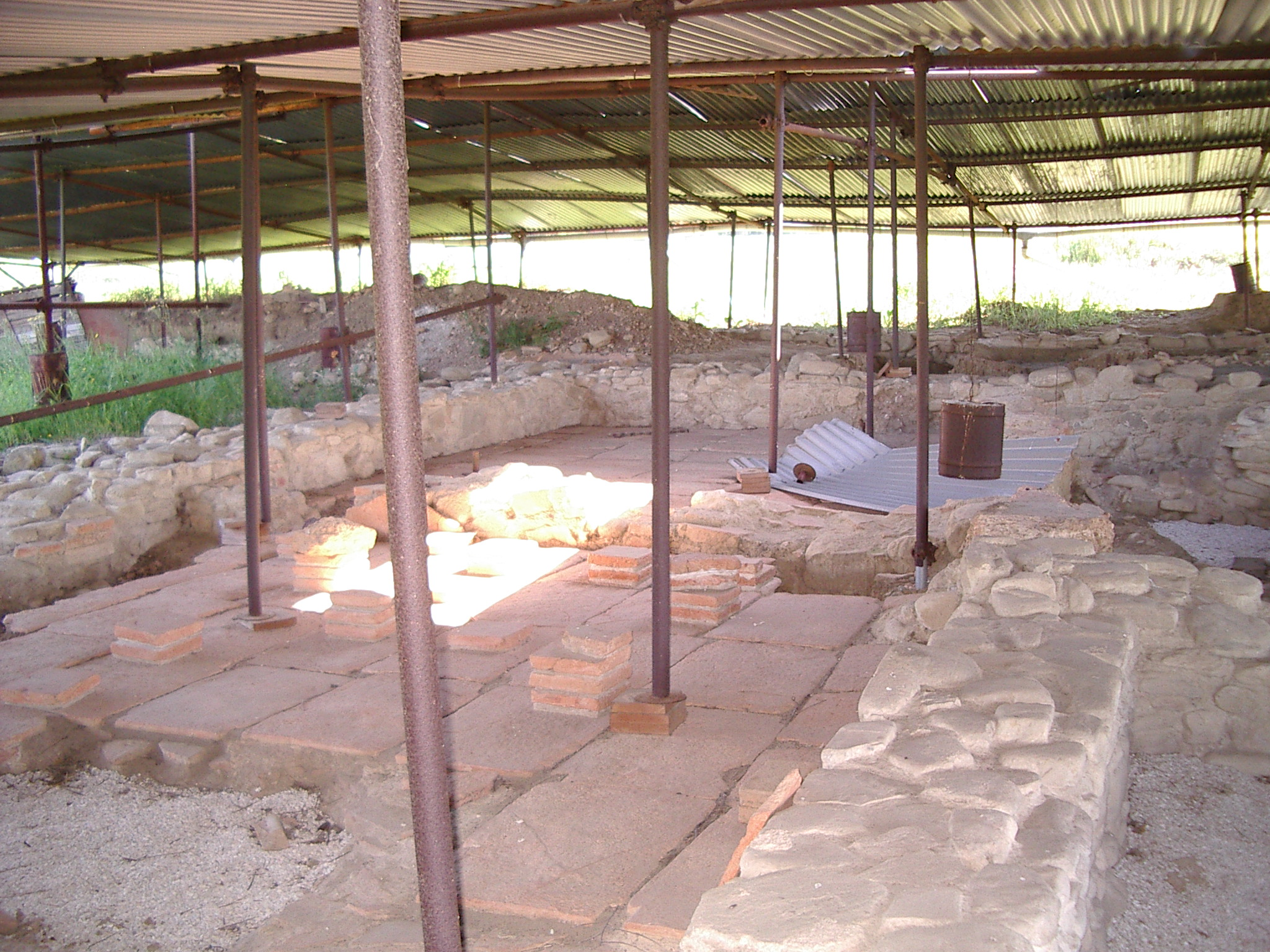
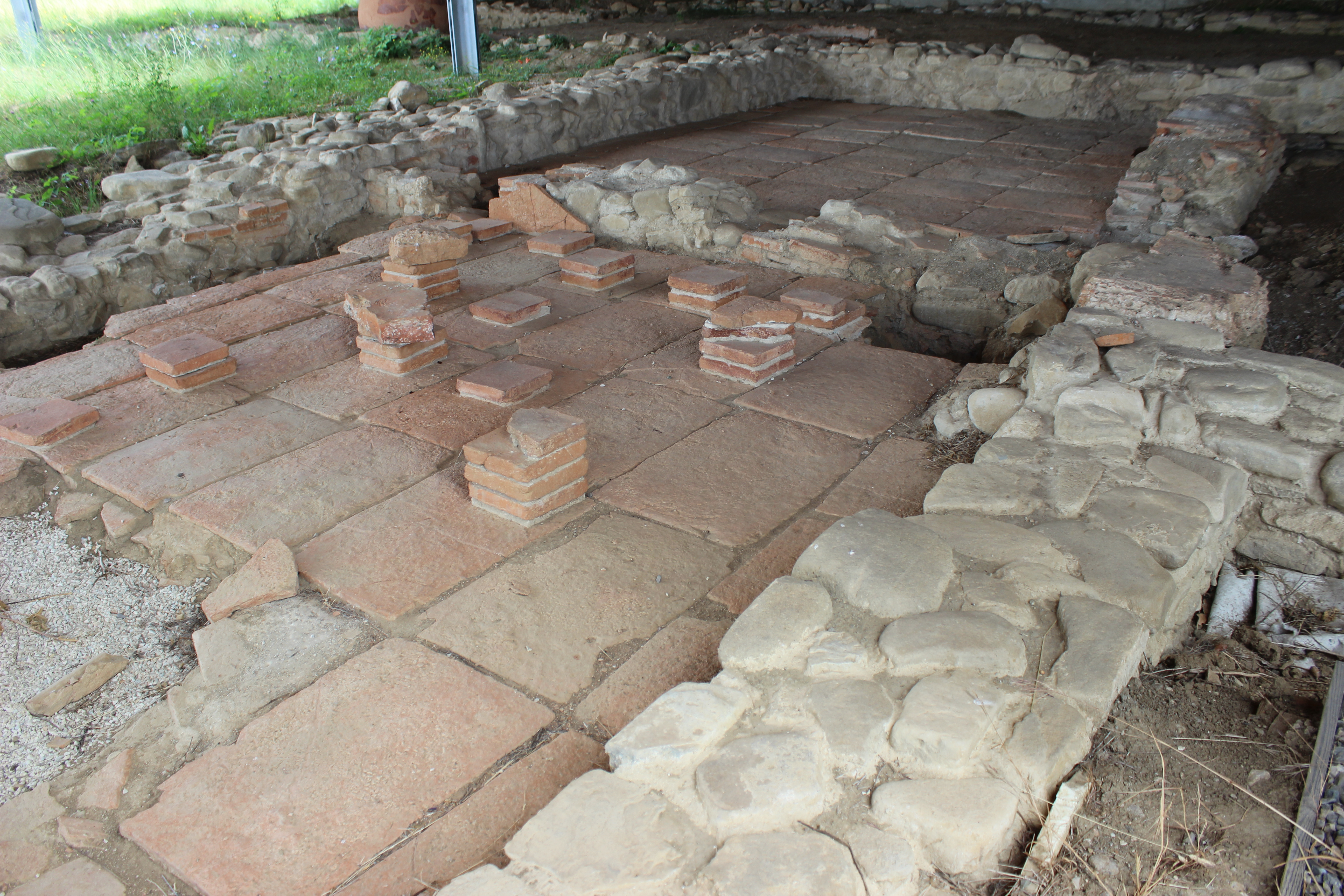
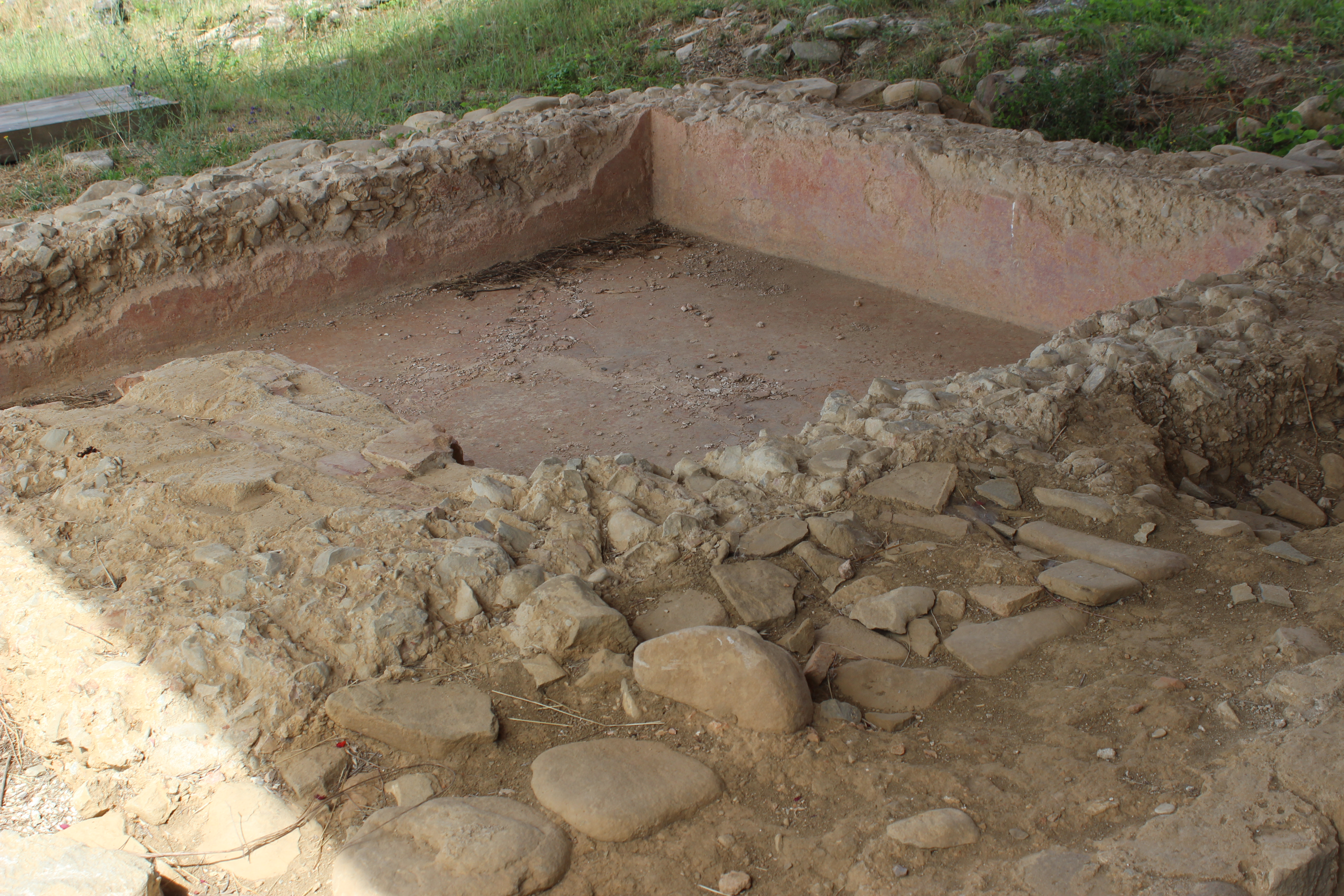
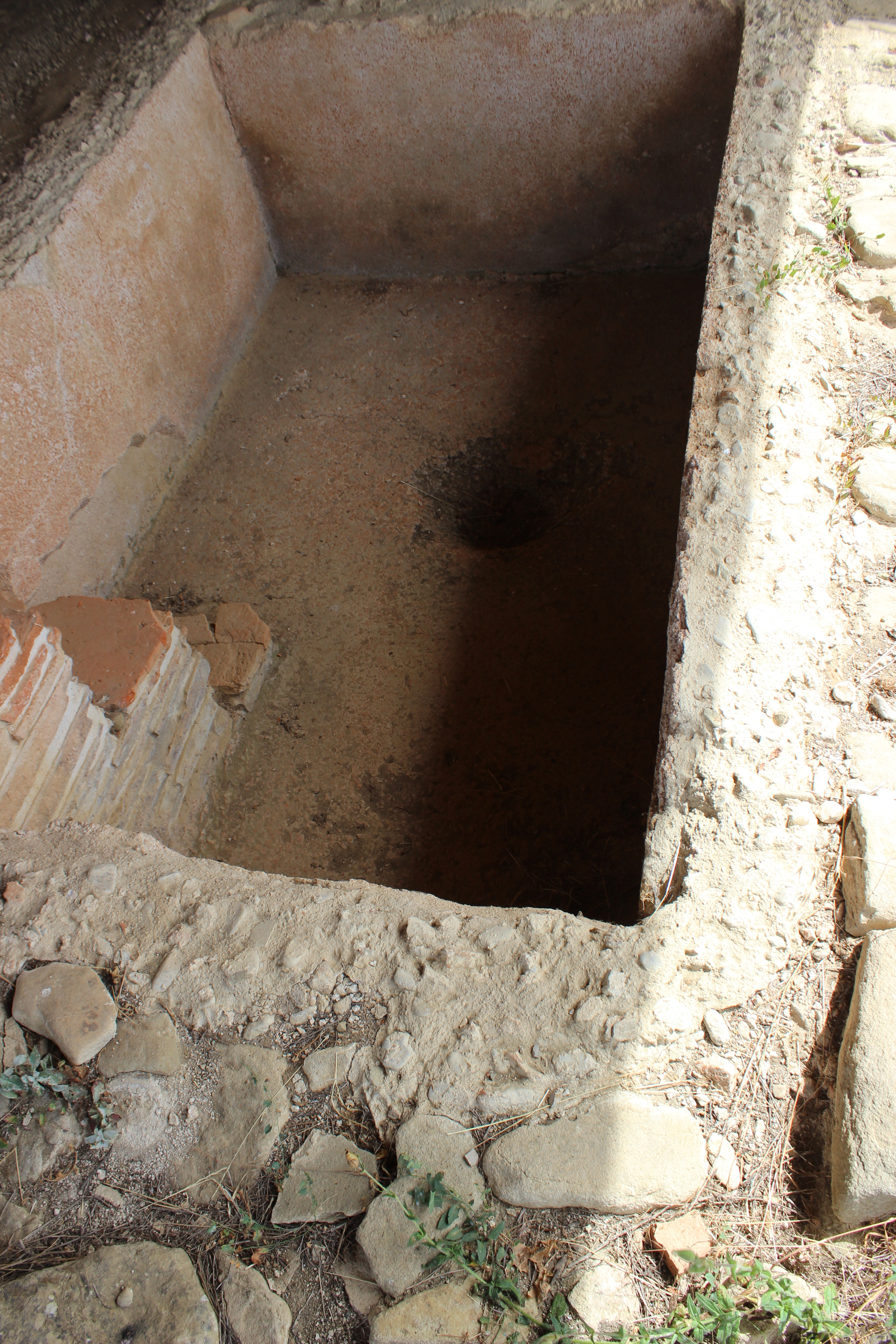
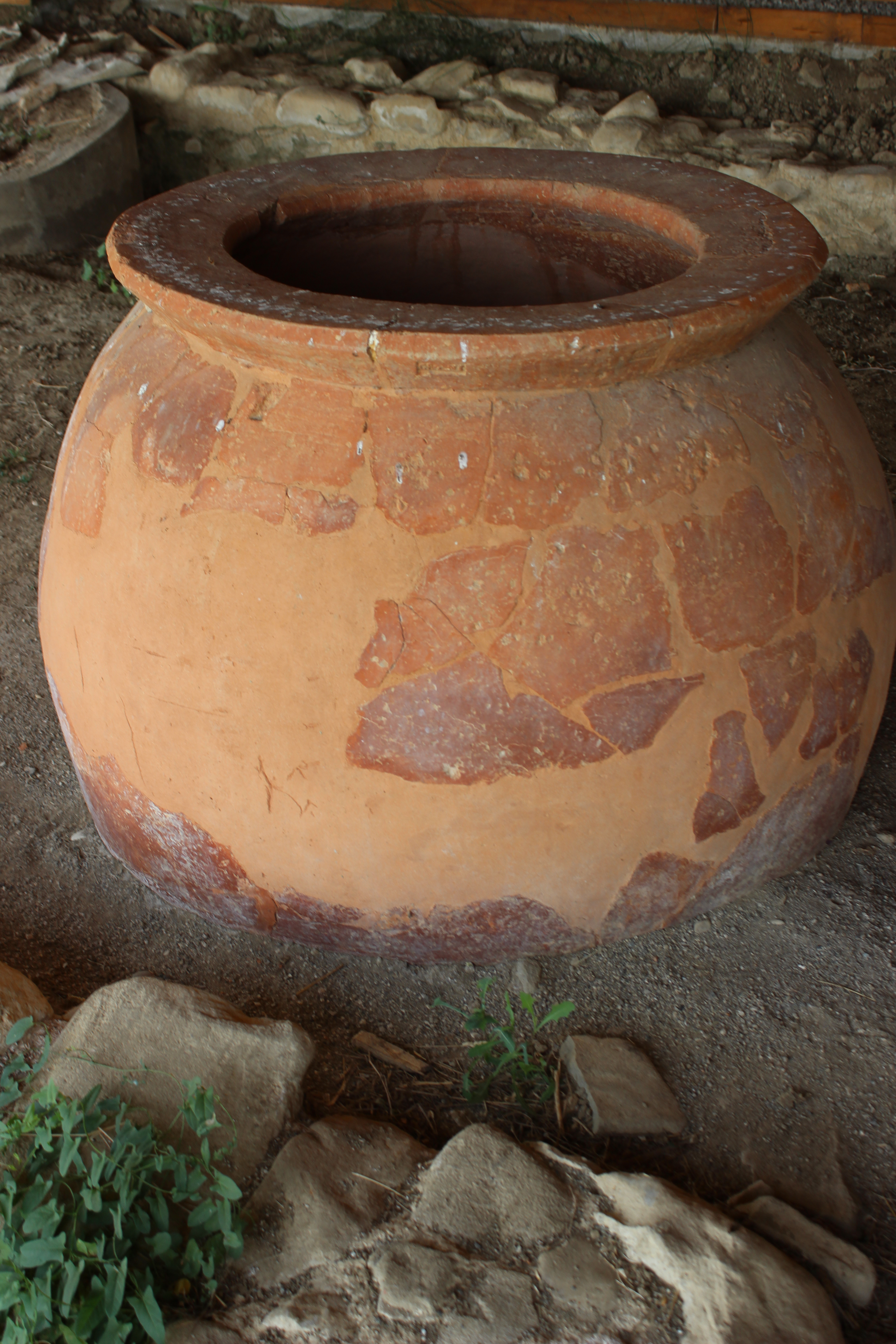